# Фейрленд (Індіана)
Фейрленд (англ. Fairland) — місто (англ. town) в США, в окрузі Шелбі штату Індіана. Населення — 542 особи (2020).

## Географія
Фейрленд розташований за координатами 39°35′12″ пн. ш. 85°51′46″ зх. д. / 39.58667° пн. ш. 85.86278° зх. д. (39.586550, -85.862658).  За даними Бюро перепису населення США в 2010 році місто мало площу 0,42 км², з яких 0,42 км² — суходіл та 0,00 км² — водойми. В 2017 році площа становила 3,00 км², з яких 2,96 км² — суходіл та 0,04 км² — водойми.

## Демографія
Згідно з переписом 2010 року, у місті мешкало 315 осіб у 121 домогосподарстві у складі 90 родин. Густота населення становила 741 особа/км².  Було 132 помешкання (311/км²).
Расовий склад населення:
| - 98,1 % — білих - 1,6 % — осіб інших рас |

До двох чи більше рас належало 0,3 %. Частка іспаномовних становила 3,5 % від усіх жителів.
За віковим діапазоном населення розподілялося таким чином: 27,9 % — особи молодші 18 років, 59,1 % — особи у віці 18—64 років, 13,0 % — особи у віці 65 років та старші. Медіана віку мешканця становила 37,5 року. На 100 осіб жіночої статі у місті припадало 93,3 чоловіків;  на 100 жінок у віці від 18 років та старших — 92,4 чоловіків також старших 18 років.
Середній дохід на одне домашнє господарство  становив 57 740 доларів США (медіана — 60 313), а середній дохід на одну сім'ю — 70 274 долари (медіана — 61 875). За межею бідності перебувало 7,1 % осіб, у тому числі 4,0 % дітей у віці до 18 років та 0,0 % осіб у віці 65 років та старших.
Цивільне працевлаштоване населення становило 300 осіб. Основні галузі зайнятості: виробництво — 35,7 %, освіта, охорона здоров'я та соціальна допомога — 17,3 %, роздрібна торгівля — 13,3 %.